# ケースワーク
ケースワーク（英語: casework）とは、困難な課題、問題をもった対象者（クライエント）が自立して生活できるように支援、援助していく個人や家族といった個別に対するソーシャルワーク（社会福祉援助技術）のことである。元来は英語で、日本語では個別援助技術（こべつえんじょぎじゅつ）と翻訳され、専門書でも実際にそのように表記されるが、指導・ディスカッション等の福祉における現場では「ケースワーク」の呼称の方が一般化している。

## 歴史
ケースワークの起源は、19世紀後半のイギリスに求められる。英国での慈善組織協会が貧困に苦しむ人々に対して友愛訪問員を送り慈善事業を展開したが、その際の訪問員に対する訓練を通じて次第に専門的な技法として確立されていった。
1920年代以降はアメリカで発達。アメリカCOS指導者で、自身も友愛訪問員でもあったメアリー・リッチモンドなどによってケースワークの理論化、体系化がなされていった。

## 技術上の作法
実践主体をケースワーカー（もしくはワーカー）、対象者をクライエントと呼ぶ。
ケースワークは、クライエントの生活における諸問題（生活困難、問題解決、社会生活に関するニーズの充足）について、様々なアプローチをもって改善を行う。

### バイステックの7原則
ケースワークの原則として「バイステックの7原則」がある。バイステックの7原則とは、アメリカのケースワーカーで社会福祉学者のフェリックス・バイステック(英語版)が1957年に著書『ケースワークの原則』で記したケースワークの原則である。バイステックの7原則は、現在においてケースワークの基本的な作法として認識されている。バイステックの7原則とは、以下の7つのことである。
1. 個別化 (individualization)
クライエントの抱える困難や問題は、どれだけ似たようなものであっても、人それぞれの問題であり「同じ問題（ケース）は存在しない」とする考え方。この原則においてクライエントのラベリング（いわゆる人格や環境の決めつけ）やカテゴライズ（同様の問題をまとめ分類してしまい、同様の解決手法を執ろうとする事）は厳禁となる。
2. 受容 (acceptance)
クライエントの考えは、そのクライエントの人生経験や必死の思考から来るものであり、クライエント自身の個性であるため「決して頭から否定せず、どうしてそういう考え方になるかを理解する」という考え方。この原則によってワーカーによるクライエントへの直接的命令や行動感情の否定が禁じられる。ただし、この受容の原則を理解する際には注意が必要である。バイステックは、人を受け入れることと道徳や社会のルールに反する行為を受け入れることは違うとし、あくまで「ケースワーカーが受けとめる対象は現実である」と述べている[1]。そのような意味でケースワーカーはクライエントをあるがままの姿で捉えることが必要であるとバイステックは主張しているのであり、何もかもを受け入れるべきであると主張しているのではない。
3. 意図的な感情表出 (purposeful expression of feeling)
クライエントの感情表現の自由を認める考え方。特に抑圧されやすい否定的な感情や独善的な感情などを表出させることでクライエント自身の心の枷を取り払い、逆にクライエント自身が自らを取り巻く外的・内心的状況を俯瞰しやすくする事が目的。またワーカーもクライエントに対しそれが出来るように、自らの感情表現を工夫する必要がある。
4. 統制された情緒的関与 (controlled emotional involvement)
ワーカー自身がクライエント自身の感情に呑み込まれないようにする考え方。クライエントを正確にかつ問題無くケース解決に導くため「ワーカー自身がクライエントの心を理解し、自らの感情を統制して接していく事」を要求する考え方。
5. 非審判的態度 (nonjudgmental attitude)
クライエントの行動や思考に対して「ワーカーは善悪を判じない」とする考え方。あくまでもワーカーは補佐であり、現実にはクライエント自身が自らのケースを解決せねばならないため、その善悪の判断もクライエント自身が行うのが理想とされる。また人間は基本的に当初において自らを否定するものは信用しないため受容の観点からも、これが要求される。
6. 利用者の自己決定 (client self-determination)
あくまでも自らの行動を決定するのはクライエントである、とする考え方。問題に対する解決の主体はクライエントであり、この事によってクライエントの成長と今後起こりうる同様のケースにおけるクライエント一人での解決を目指す。この原則によって、ワーカーによるクライエントへの命令的指示が否定される。
7. 秘密保持 (confidentiality)
クライエントの個人的情報・プライバシーは絶対に他方にもらしてはならない、とする考え方。いわゆる「個人情報保護」の原則。他方に漏れた情報が使われ方によってクライエントに害を成す可能性があるため。

これらは、利用者と援助者間の「信頼関係（ラポール）」を構築するための倫理と行動の原則として著されている。この信頼関係は「私的な個人間の関係」とは異なる「専門的な援助関係」であるとされている。バイステックはその信頼関係を「水路」に例えて説明しており、そのためには、上記の7つの原則が大切であると説明している。ただし、バイステックの『ケースワークの原則』を翻訳した尾崎新は、バイステックの7原則が現代のような人権意識や倫理観が磨かれていなかった古い時代に書かれたものであるという時代背景をよく理解した上で注意深く読む必要があることを述べている。なお、この「専門的な援助関係」を原則の1つと捉える学説があり、その学説を持っている研究者は「バイステックの8原則」と言っている。

### 4つ（6つ）のP
アメリカのケースワーカーヘレン・ハリス・パールマンが提唱した『ケースワークに共通な（もしくは必要となる）四つの要素』の事。要素を示す英単語の頭文字が全てPのために提唱当初は『4つのP』と呼ばれた。提唱後、1986年に更に2項目が補追され『6つのP』として補完された。内容は以下の通りである。
★＝4つのPとして当初より組み込まれていたもの / ☆＝新規に追加され6つのPとして構成されるもの
1. 人 (person)★
援助を必要とする人。
2. 専門職 (professional person)☆
援助を行うための的確な知識を持つ人。
3. 問題 (problem)★
解決するべき問題。調整されるべき各種関係。
4. 制度 (provisions)☆
援助を行うために必要な制度。ないしは援助を阻害する制度を改正させるための行動。
5. 場所 (place)★
問題に対する援助を行うための場所。
6. 過程 (process)★
問題解決に至るまでの行動や選択の過程。